# Du gjorde väl, du kom!
Du gjorde väl, du kom! är den femte dikten i Carl Michael Bellmans verk Sions högtid med betraktelser över kyrkoårets evangelietexter från första söndagen i advent till palmsöndagen. Dikten har i boken titeln Över evangelium på juledagen.
Dikten är för en tonsättning indelad i nio verser om fyra rader.
Dikten har tonsatts av Staffan Percy som även har sjungit in den på sitt album Under lyktorna från 1979.. 
Delar av dikten har även tonsatts av Eskil Lundström med titel och förstarad Han som ger hjärtat rymd.
Dikten är skriven som religiös sång men finns inte publicerad i någon av trossamfunden i Sverige antagen psalmbok.